# James Christy
James Walter Christy (født 1938) er en amerikansk astronom. Den 22. juni 1978 opdagede han månen Charon. Han opdagede den da han kiggede på et billede af Pluto og så en udbuling på billedet.